# Eartham
Eartham är en ort och civil parish i Storbritannien.   Den ligger i grevskapet West Sussex och riksdelen England, i den södra delen av landet, 80 km sydväst om huvudstaden London. Eartham ligger 70 meter över havet och antalet invånare är 104.
Terrängen runt Eartham är platt åt sydväst, men åt nordost är den kuperad. Terrängen runt Eartham sluttar söderut. Runt Eartham är det tätbefolkat, med 591 invånare per kvadratkilometer. Närmaste större samhälle är Bognor Regis, 10,6 km söder om Eartham. Trakten runt Eartham består till största delen av jordbruksmark.